# Caccobius cuspidiger
Caccobius cuspidiger là một loài bọ cánh cứng trong họ Bọ hung (Scarabaeidae).